# Station Konopki
Station Konopki is een spoorwegstation in de Poolse plaats Konopki.